# Boncuklu Tarla
Boncuklu Tarla (que significa "campo de contas", em turco) é um sítio arqueológico na Anatólia Sudeste da Turquia. São os restos de um assentamento ocupado desde os períodos do Epipaleolítico Tardio até o Neolítico Pré-Cerâmico B, começando há mais de 12 000 anos. Foi descoberto em 2008 durante uma prospecção arqueológica antes da construção da Barragem de Ilısu e tem sido escavado por uma equipe do Museu de Mardin desde 2012.
A descoberta de um grande edifício comunal com pilares de pedra foi relatada em Boncuklu Tarla em 2019, provocando comparações com Göbekli Tepe. É um exemplo primitivo de arquitetura de planta retangular. Os escavadores também afirmaram ter encontrado um sistema de esgoto, que, se confirmado, seria o mais antigo conhecido no mundo.

## Descoberta
Boncuklu Tarla foi descoberto no distrito de Dargeçit na Província de Mardin em 2008. A descoberta foi feita durante uma escavação de prospecção perto da barragem de Ilisu. O sítio passou por sua primeira escavação em 2012 sob os auspícios do Museu de Mardin, que foi seguida por uma segunda escavação pelo Dr. Ergül Kodaş da Universidade Mardin Artuklu em 2017. O templo encontrado em Boncuklu Tarla é do mesmo período que Göbekli Tepe. Ibrahim Ozcosar, reitor de uma universidade turca, fez declarações afirmando que Boncuklu Tarla é mais antigo que Göbekli Tepe.

## Escavação
A escavação de 2012 de Boncuklu Tarla teve o escopo de "estudos para a Documentação e Resgate de Bens Culturais Remanescentes na Área de Interação do Projeto da Barragem de Ilısu e HES" ao redor da vizinhança rural de Ilisu. Mais de 15 restauradores e arqueólogos auxiliaram na escavação da área com a ajuda de 50 trabalhadores. As escavações foram continuadas em 2017 iniciando uma escavação no setor leste de Boncuklu Tarla. Em 2019, esta escavação revelou que esta seção do sítio foi ocupada durante três fases diferentes durante o décimo milênio a.C. A escavação descobriu quatro tipos de estruturas de construção, um sistema de esgoto e mais de duas dezenas de artefatos. Entre os artefatos encontrados em Boncuklu Tarla estavam milhares de contas para ornamentos, lâminas de obsidiana ou sílex e ferramentas usadas para cortar pedra. As ferramentas descobertas também incluíam lâminas, furadeiras, pontas de flecha e micrólitos.

## Geografia e ambiente
Boncuklu Tarla está localizado na Província de Mardin no leste da Turquia. O sítio fica aproximadamente 125 km a leste da cidade de Mardin dentro do distrito de Dargecit. Boncuklu Tarla está localizado a 37.529444°N 41.832361°E e dentro de 1,5 km do Rio Tigre. Devido à proximidade do sítio com o rio, é altamente provável que Boncuklu Tarla tenha passado por muitas fases de inundação, assim como muitas outras comunidades ribeirinhas. Isso apoia a teoria de que houve fases na construção do sítio, que foi reconhecida pelos arqueólogos do sítio. Algumas partes de Boncuklu Tarla foram construídas sobre o leito rochoso do local.

## Cronologia
Esta área é conhecida por ter tido muitas civilizações estabelecidas, como os Sumérios, Acádios, Babilônios, Hititas, Urarteus, Armênios, Curdos, Romanos, Abássidas, Seljúcidas e Otomanos. A análise foi feita no local, bem como calibração C14 e estudos laboratoriais para determinar que pelo menos seis níveis de ocupação ocorreram em Boncuklu Tarla. Esses seis níveis, estendendo-se para trás no tempo, incluem o Neolítico Pré-Cerâmico B Tardio, Neolítico Pré-Cerâmico B médio, Neolítico Pré-Cerâmico B antigo, a transição do Neolítico Pré-Cerâmico B para o Neolítico Pré-Cerâmico A, e o Epipaleolítico tardio.

## Arquitetura
Boncuklu Tarla exibe quatro formas diferentes de uso do espaço comunal dentro da aldeia. Esses usos variam de edifício comunal a habitações domésticas, espaços de armazenamento e espaços comunais não construídos ou abertos. O edifício comunal, às vezes referido como templo, está localizado no centro entre casas de formas e tamanhos variados. Essas casas são circulares ou parcialmente retangulares em forma, enquanto o edifício comunal é a única estrutura que é retangular. Esta construção origina-se do décimo milênio a.C., durante o qual os edifícios retangulares foram primeiro revelados. O plano retangular foi lento para ser adotado sistematicamente durante este tempo. Portanto, a adoção desta forma projetada de edifícios de até oito andares de altura, atingindo uma altura de sete metros, pode ter começado com a construção do edifício comunal de Boncuklu Tarla. O chefe da equipe de escavação especulou que edifícios de até oito andares de altura e atingindo uma altura de sete metros poderiam ter sido possíveis.
O edifício comunal de Boncuklu Tarla tem cinco contrafortes estruturalmente insignificantes nas paredes leste e oeste. A parede leste tem dois contrafortes bem preservados, enquanto a oeste tem três que estão danificados. Os contrafortes oeste e leste não se alinham perfeitamente nem estão posicionados em linha com os quatro pilares localizados no centro do edifício. A existência deste tipo de contraforte foi bem caracterizada em outros sítios como Çayönü, Göbekli Tepe e Karahan Tepe, mas os de Boncuklu Tarla diferem por não se alinharem com os pilares simétricos do edifício comunal. Ao contrário de Çayönü, o propósito dos contrafortes em Boncuklu Tarla não era estrutural, mas na verdade apenas forneciam diferenciação espacial ao interior. Todos os contrafortes têm medidas de aproximadamente 50 cm de comprimento e 30 cm de profundidade. A parede norte no canto nordeste também contém um nicho medindo 40 x 40 cm.
Ao redor do edifício comunal em Boncuklu Tarla, três outros edifícios sub-retangulares foram descobertos. Eles foram nomeados Estratos II, III e VII e todos mediam entre 8–10 metros de comprimento e 4–5 metros de largura. O Estrato III tem paredes inteiramente independentes, enquanto os Estratos II e VII ambos compartilham paredes comuns com o edifício comunal a oeste e leste, respectivamente. A escavação descobriu que as três estruturas também têm contrafortes na frente de suas entradas, perto do ângulo do curso da parede. Terra batida e alisada compõe o piso dos três edifícios.
Dois edifícios circulares foram encontrados em Boncuklu Tarla. Essas estruturas também compartilham as características de piso batido e contraforte que os edifícios sub-retangulares têm; no entanto, algumas partes também contêm piso com seixos. Ambas as estruturas circulares têm extensões de suas entradas, uma retangular e a outra circular. O edifício localizado ao norte é nomeado Estrato IV e o a oeste Estrato VI.